# 斯塔布斯
斯塔布斯（Stubbs）是加勒比海島國聖文森特和格林納丁斯聖文森特島聖喬治區的一個城鎮，位於該島東海岸，首都金斯敦以東，在阿蓋爾海灘南端。斯塔布斯位於連接首府喬治敦的沿海公路上。